# جورج بليدز (ملاكم)
جورج بليدز (بالإنجليزية: George Blades) مواليد 27 أغسطس 1974 في أورلاندو، الولايات المتحدة، هو ملاكم محترف أمريكي يصنف ضمن فئة الوزن الثقيل بدأ مسيرته الاحترافية سنة 1999 حيث انتصر في نزاله الأول.

## إحصائيات
خاض خلال مسيرته 30 نزالا، فاز في 23 ولم يتعادل وخسر في 7. فاز بالضربة القاضية في 16 نزالا.

## روابط خارجية
- جورج بليدز على موقع بوكس ريك (الإنجليزية) (registration required)